# Ginástica na Universíada de Verão de 1965
A ginástica na Universíada de Verão de 1965 teve suas disputas realizadas na cidade de Budapeste, na Hungria, contando com as provas masculinas e femininas da ginástica artística. 

## Eventos
Ginástica artística
- Individual geral masculino
- Equipes masculino
- Individual geral feminino
- Equipes feminino

## Medalhistas
Ginástica artística
| Evento           | Ouro                 | Prata                | Bronze              |
| ---------------- | -------------------- | -------------------- | ------------------- |
| Masculino        |                      |                      |                     |
| Equipes          | JPN                  | URS                  | YUG                 |
| Individual geral | JPN Akinori Nakayama | YUG Miroslav Cerar   | USA Makoto Sakamoto |
| Feminino         |                      |                      |                     |
| Equipes          | HUN                  | URS                  | BUL                 |
| Individual geral | HUN Aniko Ducza      | URS Galina Buruzheva | HUN Katalin Makray  |

## Quadro de medalhas
| Ordem | País                | Medalha de ouro | Medalha de prata | Medalha de bronze |    |
| ----- | ------------------- | --------------- | ---------------- | ----------------- | -- |
| 1     | HUN Hungria         | 2               |                  | 1                 | 3  |
| 2     | JPN Japão           | 2               |                  |                   | 2  |
| 3     | URS União Soviética |                 | 3                |                   | 3  |
| 4     | YUG Iugoslávia      |                 | 1                | 1                 | 2  |
| 5     | BUL Bulgária        |                 |                  | 1                 | 1  |
| 5     | USA Estados Unidos  |                 |                  | 1                 | 1  |
| TOTAL | TOTAL               | 4               | 4                | 4                 | 12 |